# Margarita Pin Arboledas
Margarita Pin Arboledas (València, 1949) és una política valenciana, diputada al Congrés dels Diputats de la VI a la IX legislatures.

## Biografia
Treballa com a treballadora social i educadora del carrer en l'àrea del Menor de la Generalitat Valenciana. Alhora, com a militant del PSPV-PSOE, és membre de l'executiva comarcal del Camp de Morvedre. A les eleccions municipals espanyoles de 1995 fou elegida regidora de l'ajuntament de Sagunt i diputada de la Diputació de València.
Ha estat diputada per la província de València a les eleccions generals espanyoles de 1996, 2000 i 2004, on ha estat membre de la comissió encarregada de vigilar el compliment del Pacte de Toledo.
També és assessora de l'àrea institucional de l'Institut de Cultura Gitana i germana de José Ramón Pin Arboledas, ex-diputat per la Unió de Centre Democràtic a les eleccions generals espanyoles de 1977 i 1979.